# Danmark ved VM i svømning 2013
Danmark deltog ved VM i svømning 2013 i Barcelona, Spanien mellem 19. juli og 4. august 2013. Danmark vandt en guld og tre sølvmedaljer, og derudover satte Rikke Møller Pedersen verdensrekord i semifinalen i kvindernes 200 meter brystsvømning, det gjorde hun med tiden 2:19.11 og slog derved Rebecca Sonis tidligere verdensrekord. Det lykkedes hende dog ikke at vinde guld i distancen, i finalen var det den russiske Julija Jefimova, der vandt guld. Jeanette Ottesen vandt Danmarks eneste guldmedalje ved VM i svømning 2013, det gjorde hun i 50 meter butterfly. Lotte Friis vandt to sølvmedaljer for Danmark i henholdsvis 800 meter og 1500 meter fri.

## Medaljevindere
| Medalje | Navn                  | Sportsgren | Konkurrence            | Dato      |
| ------- | --------------------- | ---------- | ---------------------- | --------- |
| Guld    | Jeanette Ottesen      | Svømning   | 50 m butterfly kvinder | 3. august |
| Sølv    | Lotte Friis           | Svømning   | 1500 m fri kvinder     | 30. juli  |
| Sølv    | Rikke Møller Pedersen | Svømning   | 200 m bryst kvinder    | 2. august |
| Sølv    | Lotte Friis           | Svømning   | 800 m fri kvinder      | 3. august |